# HD 100655
HD 100655是一個恆星，位於獅子座，2019年由國際天文聯合會公布，已獲台灣命名它為「麗」星，其他名稱還有：BD+21 2331，SAO 81886、HR 4459，太子增一。銀經229.8，銀緯71.32，其B1900.0坐标为赤經11h 29m 50.7s，赤緯+20° 71.32′ 40″。
「麗」星距離太陽系約449光年。視星等為6.45，肉眼觀測不易，在郊外利用小型天文望遠鏡可看見。是在赫羅圖水平分支上的紅群聚紅巨星，意即在恆星演化的氦核燃燒階段；年齡約9億歲，質量是太陽2.2倍，直徑是太陽的8.8倍，恆星光譜類型為G9 III，表面溫度4918K，光度是太陽的40.8倍。
「麗」恆星確定有一個行星，台灣在2019年9月至11月期間舉辦的系外行星命名計畫中，由清華大學江瑛貴教授主持的「讓台灣也有一顆系外行星」活動 （页面存档备份，存于），經臺灣大眾提案投票，將該顆行星命名為「水沙連」。在 Henry Draper Catalogue (亨利· 德雷伯星表) 上該行星的縮寫為HD100655b。
「水沙連」行星是2011年在日韓合作的觀測計畫中使用日本國立天文台的岡山天体物理観測站 （页面存档备份，存于）發現，屬於熱木星，質量為木星1.7倍，公轉週期為 158 地球日，與母恆星相距0.76個天文單位（約1 億公里）。